# Vindata
Vindata é um duo de DJs americanos de Los Angeles composta por Branden Ratcliff e  Jared Poythress. Em março de 2017, eles foram apresentados na lista Rolling Stone de 10 novos artistas que você precisa conhecer agora. Eles ganharam reconhecimento com um single com Kenzie May, "All I Really Need". Pouco depois assinaram um contrato de gravação na OWSLA,onde eles lançaram Through Time and Space com Kenzie May novamente, além de Anderson .Paak , Chuck Ellis e Kaleena Zanders e Mack. 
Sua primeira colaboração artística oficial com  Skrillex ocorreu em agosto de 2017 com a canção ''Favor''.

## Carreira
Em 2013, Vindata lançou seu EP de estréia intitulado "For One to Follow" em Symbols Recordings ao lado de um remix de "Without You"  de ODESZA.  Em 2014, eles lançaram "Where You Are", uma colaboração com Sweater Beats e Bella Hunter.Em 2014, eles lançaram a música "All I Really Need" como single com Kenzie May.  
Em 2015, eles assinaram com OWSLA, gravadora de Skrillex música "Continuum" no álbum de compilação da primavera do rótulo. Seu segundo EP, "Through Time and Space" foi lançado em agosto no mesmo ano, com músicas como "Own Life", que recebeu seu próprio pacote remix com remixes de Shift K3y e Rene LaVice. Em 2016, Vindata lançou o single "Better" com Mija. Um video musical para a música também foi lançado. Eles também colaboraram com o australiano DJ Wax Motif para a música "Crazy". Em 2017, eles lançaram "Right Now" com Alex & Alex  e logo depois a música ''Favor'' com Skrillex..

## Discografia

### EPs
| Título                    | Detalhes                                                                                         |
| ------------------------- | ------------------------------------------------------------------------------------------------ |
| For One to Follow         | - Lançamento: 4 de março de 2014 - Gravadora: Symbols Recordings - Formato: Digital download, CD |
| Through Time and Space... | - Released: 14 de agosto de 2015 - Gravadora: OWSLA - Formato: Digital download, CD              |

### Singles
2013:
- Vindata - Being [Paradigms EP] (FREE DOWNLOAD)
- Vindata - Keep On [Paradigms EP] (FREE DOWNLOAD)
- Vindata - Aquarius [Paradigms EP] (FREE DOWNLOAD)
- Vindata feat. AKW - All I Know [Paradigms EP] (FREE DOWNLOAD)

2014:
- Sweater Beats & Vindata feat. Betta Hutter - Where You Are (Symbols Recordings)
- Vindata feat. Kenzie May - All I Really Need [For One To Follow EP] (Symbols Recordings)
- Vindata - Bad Dreams [For One To Follow EP] (Symbols Recordings)
- Vindata feat. Ebonique & Xavi - Recognize [For One To Follow EP] (Symbols Recordings)
- Vindata - Expose [For One To Follow EP] (Symbols Recordings)

2015:
- Vindata feat. Anderson .Paak - Own Life [Through Time and Space... EP] (OWSLA)
- Vindate feat. Kaleena Zanders - Gypsy [Through Time and Space... EP] (OWSLA)
- Vindate feat. Mack - Getting Away [Through Time and Space... EP] (OWSLA)
- Vindate feat. Kenzie May - Wide Awake [Through Time and Space... EP] (OWSLA)
- Vindate feat. Chuck Ellis - Can't Say No [Through Time and Space... EP] (OWSLA)

2016:
- Vindata & Mija - Better (OWSLA)
- Vindata & Wax Motif - Crazy (Hits Hard Music)

2017:
- Fat Joe & Remy Ma feat. The-Dream & Vindata - Heartbreak (EMPIRE)
- Vindata - Arrival (FREE DOWNLOAD)
- Vindata feat. Njomza and Alex & Alex - Right Now (OWSLA)
- Vindata + Skrillex + NSTASIA - Favor (OWSLA)

### Remixes
2012
- Little Dragon – Little Man (Vindata Remix)

2013
- ODESZA – Without You (Vindata Remix)

2014
- Jack Ü – Take Ü There (Vindata Remix)
- Ellie Goulding – Beating Heart (Vindata Remix)
- Alex Metric – Heart Weighs a Ton (Vindata Remix)
- Camden Arc – Is It Good To You (Vindata Remix)

2015
- Vindata feat. Anderson .Paak - Own Life (Vindata VIP Mix)
- Hoodboi – By Ur Side (Vindata Remix)
- Clean Bandit – Stronger (Vindata Remix)

2016
- ZHU x AlunaGeorge - Automatic (Vindata Remix)
- Kenzie May – Never Find Another (Vindata Remix)

## Referencias
1. ↑  «10 New Artists You Need to Know Now». Rolling Stone. 15 de março de 2017. Consultado em 3 de junho de 2017
2. ↑  «Vindata». Insomniac.com (em inglês). Consultado em 3 de junho de 2017
3. ↑  «Vindata - Bad Dreams (Original Mix)». Thatdrop (em inglês). 28 de fevereiro de 2014. Consultado em 3 de junho de 2017
4. ↑  El Gamal, Ash (15 de agosto de 2015). «[Electronic] Vindata – Through Time and Space (EP Stream)». www.themusicninja.com (em inglês). Consultado em 3 de junho de 2017
5. ↑  Beer, Nathan (27 de fevereiro de 2014). «Vindata teams with vocalist Kenzie May for instant hit "All I Really Need" - EARMILK». EARMILK (em inglês). Consultado em 3 de junho de 2017
6. ↑  Simpson, Paul. «Vindata Biography & History». AllMusic. Consultado em 3 de junho de 2017
7. ↑  Johnson, Shawn Russell (31 de março de 2016). «Video Premiere: Vindata - "Getting Away"». Huffington Post (em inglês). Consultado em 3 de junho de 2017
8. ↑  «Skrillex, Vindata & NSTASIA Collide for New Single "Favor"». HYPEBEAST (em inglês). Consultado em 19 de agosto de 2017
9. ↑  Foster, Blake (6 de março de 2014). «Vindata release 4-track trap EP, 'For One To Follow' - EARMILK». EARMILK (em inglês). Consultado em 3 de junho de 2017
10. ↑  Damoui, Yasmin (27 de fevereiro de 2014). «Vindatas For One To Follow EP Lives Up To Its Name». Lessthan3.com (em inglês). Consultado em 3 de junho de 2017
11. ↑  Calvano, Jordan (10 de março de 2014). «Crack Tracks: Feeding Your EDM Addiction - Volume 10». The Untz (em inglês). Consultado em 3 de junho de 2017
12. ↑  Dona, Greg (3 de junho de 2014). «Sweater Beats & Vindata - Where You Are feat. Bella Hunter (Original Mix) - Dancing Astronaut». www.dancingastronaut.com (em inglês). Consultado em 3 de junho de 2017
13. ↑  Shinfuku, Kiku (15 de maio de 2014). «Sweater Beats and Vindata team up for "Where You Are"  - EARMILK». EARMILK (em inglês). Consultado em 3 de junho de 2017
14. ↑  «Good Luck Turning Off This Chilled Out Treasure From Vindata». Thatdrop (em inglês). 18 de janeiro de 2016. Consultado em 3 de junho de 2017
15. ↑  Evenson, Austin (20 de março de 2017). «Dancing Astronaut presents AXIS 191: Mixed by Vindata». www.dancingastronaut.com (em inglês). Consultado em 3 de junho de 2017
16. ↑  Koga, Tamlyn (8 de novembro de 2015). «Vindata Releases Official Video For "Own Life" feat. Anderson .Paak». EDM Identity. Consultado em 3 de junho de 2017
17. ↑  Byun, Peter (28 de julho de 2015). «Vindata - Getting Away Ft. Mack - EDMTunes». EDMTunes (em inglês). Consultado em 3 de junho de 2017
18. ↑  Codd, Nathan (11 de fevereiro de 2016). «Vindata feat. Anderson .Paak  Own Life Remixes [OWSLA]». Lessthan3.com (em inglês). Consultado em 3 de junho de 2017
19. ↑  «Vindata – Getting Away (Ft. Mack) – The College Sound». www.thecollegesound.com (em inglês). 28 de julho de 2015. Consultado em 3 de junho de 2017
20. ↑  Cooper, Michael (11 de maio de 2017). «Mija & Vindata - Better (Electric Mantis Remix) - Dancing Astronaut». www.dancingastronaut.com (em inglês). Consultado em 3 de junho de 2017
21. ↑  Hooks, Patrick (18 de maio de 2016). «Mija & Vindata - Better (Original Mix)». www.dancingastronaut.com (em inglês). Consultado em 3 de junho de 2017
22. ↑  Janine, Wright (29 de setembro de 2016). «Mija & Vindata - "Better" (BLSZRD Remix) - Noiseporn». www.noiseprn.com (em inglês). Consultado em 3 de junho de 2017
23. ↑  S, Matty (20 de maio de 2016). «"Better" by Mija & Vindata». www.pumpthebeat.com. Consultado em 3 de junho de 2017
24. ↑  Cameron, John (20 de maio de 2016). «OWSLA Favorites Mija And Vindata Join Forces On "Better"». We Got This Covered (em inglês). Consultado em 3 de junho de 2017
25. ↑  «Mija & Vindata 'Better' | DJMAG France - Suisse - Belgique». www.djmag.fr (em francês). Consultado em 3 de junho de 2017
26. ↑  Graham, Haylee (20 de maio de 2016). «Mija & Vindata Share Inspiring Music Video for 'Better'». Magnetic Magazine (em inglês). Consultado em 3 de junho de 2017
27. ↑  Huq, Meilyn (18 de maio de 2016). «Mija Teams Up With Vindata For Glimmering New Video "KGB"». The FADER. Consultado em 3 de junho de 2017
28. ↑  Bonavoglia, Brian (18 de maio de 2016). «OWSLA Shares Official Music Video For Mija & Vindata's "Better"». www.thissongslaps.com (em inglês). Consultado em 3 de junho de 2017
29. ↑  Smith, Ry (15 de novembro de 2016). «Wax Motif and Vindata get "Crazy" with new bass house track - EARMILK». EARMILK (em inglês). Consultado em 3 de junho de 2017
30. ↑  Wilde, Frankie (11 de novembro de 2016). «Wax Motif & Vindata - Crazy - EDMTunes». EDMTunes (em inglês). Consultado em 3 de junho de 2017
31. ↑  Meadow, Matthew (11 de novembro de 2016). «Wax Motif & Vindata - "Crazy"». Your EDM. Consultado em 3 de junho de 2017
32. ↑  Blair, Alexandra (22 de fevereiro de 2017). «Defrost from winter with Vindata's latest track, 'Right Now'». www.dancingastronaut.com (em inglês). Consultado em 3 de junho de 2017
33. ↑  Kluczek, Kevin (23 de fevereiro de 2017). «Vindata - Right Now feat. Njomza and Alex & Alex - EDMTunes». EDMTunes (em inglês). Consultado em 3 de junho de 2017
34. ↑  Bonavoglia, Brian (22 de fevereiro de 2017). «OWSLA Shares Vindata's Colorful New Single "Right Now" Featuring Njomza And Alex & Alex». www.thissongslaps.com (em inglês). Consultado em 3 de junho de 2017
35. ↑  Staff, Your EDM (26 de fevereiro de 2017). «Vindata - Right Now (feat. Njomza and Alex & Alex) [Official Music Video]». Your EDM. Consultado em 3 de junho de 2017
36. ↑  «Vindata on Apple Music». iTunes (em inglês). Consultado em 3 de junho de 2017